# João da Escócia
João Balliol (c. 1249 – 25 de novembro de 1314) foi o Rei da Escócia de 1292 até sua abdicação em 1296.

## Início de vida
João nasceu por volta de 1249, filho de Dervorguila de Galloway, filha de Alano, 5° Senhor de Galloway, e de João I de Balliol, senhor do Castelo de Barnard, fundador de Balliol College na Universidade de Oxford, uma das primeiras instituições de Oxford. Morreria na Normandia em 1313. Sua alcunha, dada pelos escoceses, foi Toom Tabard, ou «tabardo vazio». Não era personalidade forte.
Sucedeu ao senhorio de Galloway no direito da mãe e às vastas possessões do pai. Foi dos três candidatos ao trono vago quando morreu em 1290 a rainha Margarida, bisneta de David I da Escócia. Vencedor, foi coroado em Scone em 1292: reinou de 1292 a 1296. Desde 1278 herdara as extensas terras do irmão na França, Escócia e Inglaterra.
Seu principal rival foi Roberto Bruce, Conde de Annadale: a disputa familiar do mais velho contra o mais próximo. Outro pretendente era João Hastings. A comissão foi nomeada por Eduardo I de Inglaterra que os encontrou em Norham em maio de 1291, quando exigiu reconhecimento formal como suserano da Escócia, o que custou mas foi feito pelos competidores que ainda mais prometeram acatar sua decisão.
Escolhido como o mais digno, era descendente em linha materna de David I. Uma corte de 80 escoceses e 24 ingleses aconselhou Eduardo a se decidir por ele pois sua avó era a primogênita entre as irmãs.

## Subida ao trono da Escócia
Em 1290, com a morte da neta de Alexandre III da Escócia, Margarida da Escócia, que não deixou herdeiros por ter sete anos, João de Balliol tornou-se um dos mais importantes pretendentes e competidores ao trono da Escócia. João, tetraneto do Rei David I da Escócia através de sua mãe, era o principal no direito de primogenitura genealógica, mas não em proximidade de sangue (seu rival Roberto Bruce, 5° Senhor de Annandale e avô do futuro Roberto I da Escócia, estava numa geração mais próxima).
Submeteu sua reivindicação ao trono aos auditores escoceses durante uma eleição supervisionada pelo Rei Eduardo I em Berwick-upon-Tweed, em 3 de agosto de 1291. A decisão dos auditores em favor de Balliol foi anunciada no Grande Salão do Castelo de Berwick, em 17 de novembro de 1292, e ele foi coroado com o título de Rei da Escócia em Scone, em 30 de novembro de 1292, dia de Santo André.
Eduardo I, reconhecido como soberano da Escócia, o suserano supremo do reino, constantemente debilitou a autoridade do rei João. Tomou a Escócia como propriedade feudal de vassalos e, segundo se alega, humilhou seu indicado à coroa. Depois de sua investidura prestou homenagem a Eduardo em Newcastle pelo feudo da Escócia sendo reconhecido Rei. Foi forçado a repudiar o Tratado de Bingham de 1290, com garantias de liberdades escocesas. Em 1295, Eduardo deu aos escoceses um ultimato: queria todos os homens capazes para defender-se de uma próxima invasão da França.

## A invasão de 1296
Cansados de seu rei profundamente transigente, um grupo de líderes do reino tomou o papel do rei, ficando conhecidos como Guardiões da Escócia. Esses homens então tentaram fazer um acordo de assistência mútua com a França, conhecido como Antiga Aliança. Eduardo I então invadiu a Escócia. A Escócia permaneceria em conflito quase constante com a Inglaterra durante quase 300 anos.
Eduardo deu início à invasão em Berwick. Sitiou a cidade e depois de curta luta, saqueou a cidade e degolou os moradores - literalmente. Um grupo de comerciantes flamengos foi queimado na sua corporação, por ordem expressa do rei inglês. O número excessivo de mortos provocou tantos problemas que se deu ordem de os jogar ao mar ou enterrar em poços profundos. O exército inglês permaneceu em Berwick e enviou uma incursão contra Dunbar. Lá foram vencidos pelo exército principal da Escócia, que voltavam de incursão contra o norte da Inglaterra. Eduardo continuou porém seu avanço pela Escócia, tomando o pedaço da Verdadeira Cruz, a Pedra do Destino e despojando Balliol de suas armas heráldicas. Assegurando a Escócia, voltou para o sul. Ao tomar castelos, tirou de Scone a Pedra do Destino, tirou registros escoceses, prataria, joias, a relíquia da Verdadeira Cruz de Santa Margarida.
Os escoceses não haviam lutado a sério desde 1235, quando Alexandre II da Escócia subjugara Galloway. Sua última batalha fora em Largs em 1265, mais uma escaramuça contra os noruegueses, no litoral. Estavam mal equipados, pouco preparados para enfrentar Eduardo e um exército que lutara muitas vezes no continente, com pesados cavalos e arqueiros. Estando com a Escócia dominada, Eduardo exigiu que tosos os nobres e proprietários o jurassem como suserano em Berwick ou a seu xerife ou juiz local. Os nomes dos que prestaram jura estão alinhados na lista conhecida como Ragman Rolls.
O governo que Eduardo permitiu para a Escócia era uma mera extensão do seu próprio e o descontentamento crescia no país. Foi quando apareceu William Wallace, que se encarregou da luta pela liberdade com um descendente de Roberto Bruce.
O Rei terminou aprisionado com seu filho e obrigado a renunciar à coroa em 10 de julho. Abdicou por escrito no castelo de Brechin. Humilhado, pedira a paz em Stracathro em Angus. Eduardo o enviou para a Torre e arrancou de suas vestes as armas reais, pois tinha ordenado que a Escócia enfrentasse a França ao lado da Inglaterra. Mas os nobres escoceses haviam preferido recomeçar a «auld alliance». Em 1295 um conselho de 12 magnatas tirou o governo a Balliol, que ficou preso três anos em Hertford e na Torre, e em 1299 libertado mediante a condição de retornar às suas terras normandas (ou na Picardia?) em 1302, e ali morreu em 1315. Outros cronistas dizem que, graças à custódia do Papa Bonifácio VIII, ficou numa residência papal depois de libertado no verão de 1301.
No entanto, como abdicação fora obtida depois de longo encarceramento, seus partidários defendiam a ideia de que era ainda o monarca por direito. Quando provocaram uma rebelião em 1297, sob o comando de William Wallace e de Andrew Moray, reagiram em nome do Rei João. Enquanto as rebeliões na Escócia continuavam, crescia o desejo do povo de ter João Balliol novamente rei, embora este não pudesse voltar ao país, por ordem do papado, e apesar das tentativas diplomáticas da Escócia em Paris e em Roma.
Os escoceses elegeram novos guardiães: Roberto Bruce, Conde de Carrick (neto do pretendente Roberto Bruce) e John Comyn, Lorde de Badenoch e primo de João Balliol. Os dois mal se entendiam e quase se golpeavam nas reuniões. Bruce desejava casar com Isabel de Burgh, para desagrado do rei Eduardo, de modo que em 1302 Bruce abandonou o cargo de guardião, jurou outra vez fidelidade ao rei Eduardo e se casou. Após 1302, João desistiu de reivindicar o trono, e a Escócia permaneceu sem monarca até aparecer no trono Robert I em 1306.
João morreu em 1314, na baronia da família em Hélicourt, na França. Seu filho, Eduardo Balliol reviveu a reivindicação do pai ao trono da Escócia e, temporariamente, teve sucesso.

## Casamento e filhos
João casou-se com Isabel de Warenne, filha de João de Warenne, 7.° Conde de Surrey (1231-1304) e de Alice de Lusinhão. Seus avós maternos foram Hugo X de Lusinhão e Isabel de Angoulême, viúva do Rei João de Inglaterra.
João e Isabel tiveram um filho, mas três outras crianças são possíveisː
- Eduardo Balliol Casou-se com Margarida de Taranto, filha de Filipe de Taranto e sobrinha do Rei Roberto I de Nápoles;
- Ana Balliol;
- Agnes Matilde Balliol, casada com Bryan FitzAlan, barão de Bedale. O genro deles, Sir Gilbert Stapleton, Cavalheiro de Bedale, é conhecido por sua participação no assassinato de Piers Gaveston, Conde da Cornualha;
- Henrique Balliol, que foi morto na Batalha de Annan, em 16 de Dezembro de 1332.